# سیل مهر ۱۳۹۰ شمال ایران
سیل مهر ۱۳۹۰ شمال ایران در روز ۲۹ مهر در پی طوفان و بارندگی در مناطق شرق مازندران به وقوع پیوست که بیشترین خسارت این سیل شهر بهشهر و بابل تعلق دارد.

## تلفات و خسارات سیل
رپیس اداره جهاد کشاورزی شهرستان بهشهر از خسارت به شش هزار هکتار از زمین‌های کشاورزی و خسارت به ۸۰ درصد مرکبات کلزا و گندم جو در این منطقه یاد کرد. خسارت برآورد شده حدود ۷۰۰ میلیون تومان در بهشهر ۷۰۰ میلیون در بابل و احتمالاً ۳۰۰ میلیون تومان در نکا برآورد شده‌است. یک خانم مسن در شهر نکا و یک کارگر سیرجانی شاغل در پالایشگاه بهشهر از کشته‌های سیل اعلام شدند.